# Herodes Atticus

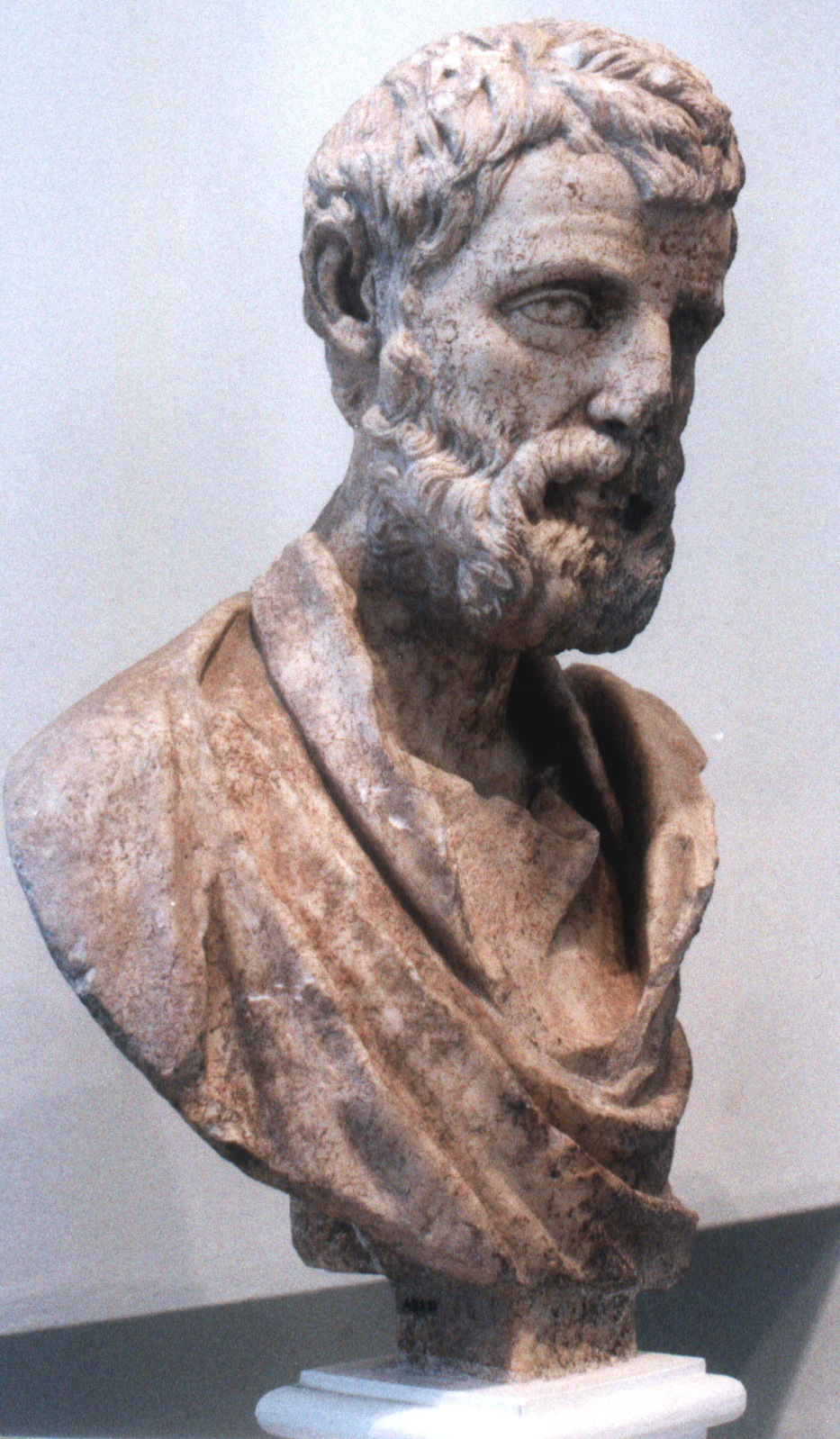
Büste des Herodes Atticus, aus seiner Villa in Kephissia. Mitte 2. Jahrhundert

Lucius Vibullius Hipparchus Tiberius Claudius Atticus Herodes, kurz Herodes Atticus (* 101; † um 177 in Marathon), war ein griechisch-römischer Redner, Politiker und Mäzen.

## Leben
Herodes Atticus wurde in Athen ausgebildet und bekleidete dort ebenso wie im Römischen Reich zahlreiche Ämter. Im Jahre 124 wurde er von Kaiser Hadrian in den Senatorstand erhoben. Unter Kaiser Antoninus Pius, mit dem er verschwägert war, wurde Herodes 143 Konsul. Er war auch einer der Lehrer der späteren Kaiser Mark Aurel und Lucius Verus.

Das von Herodes Atticus gestiftete Odeon

Von seinem Vater Tiberius Claudius Atticus Herodes erbte Herodes ein großes Vermögen, das angeblich aus einem Schatzfund stammte. Er benutzte es für zahlreiche Stiftungen, vor allem Bauten an verschiedenen Orten. In Athen baute er das Panathenäische Stadion in Marmor aus und errichtete das Odeion am Südhang der Athener Akropolis,  das nach ihm benannt ist. In Olympia ließ er eine Wasserleitung und eine prachtvolle Brunnenanlage (Nymphäum) erbauen. Weitere Bauten errichtete er in Korinth, Delphi, Alexandria Troas in Kleinasien und anderen Städten. Herodes war eng mit dem Beginn des Panhellenions verbunden. Er war der erste Archon der Panhellenen und Agonothet (Kampfrichter) der Panhellenia des Jahres 137.
Herodes wirkte als Lehrer der Rhetorik in Athen; zu seinen Schülern gehörten Aulus Gellius und Aelius Aristides. Er nahm am Unterricht des Philosophen Lukios Kalbenos Tauros teil, eines Platonikers, der eine private Philosophenschule leitete und zu dessen Schülern auch Gellius zählte. Herodes war ein typischer Vertreter der „Zweiten Sophistik“. Als solchen stellte ihn Flavius Philostratos in seiner Biographiensammlung dar, welche die wichtigste Quelle für sein Leben ist. Auch zahlreiche Inschriften, die seinen Namen nennen, sind erhalten.
Ein Sohn des Herodes war Tiberius Claudius Bradua Atticus.  Herodes’ Privatleben verlief nicht glücklich; zahlreiche Familienangehörige und Freunde starben früh, darunter seine Frau Annia Regilla und sein Sohn Regillus. Ihr Bruder Appius Annius Atilius Bradua (Konsul 160) klagte seinen Schwager an, die schwangere Annia Regilla ermordet zu haben. Herodes Atticus wurde aber freigesprochen. Auch mit der Stadt Athen geriet Herodes in einen Rechtsstreit, der vor Mark Aurel ausgetragen wurde. Philostratos bemerkt, Mark Aurel habe seinem Mitkaiser Lucius Verus zutiefst misstraut und eine Verschwörung befürchtet, weshalb Herodes schließlich wegen seiner Freundschaft zu Verus in Ungnade gefallen sei.

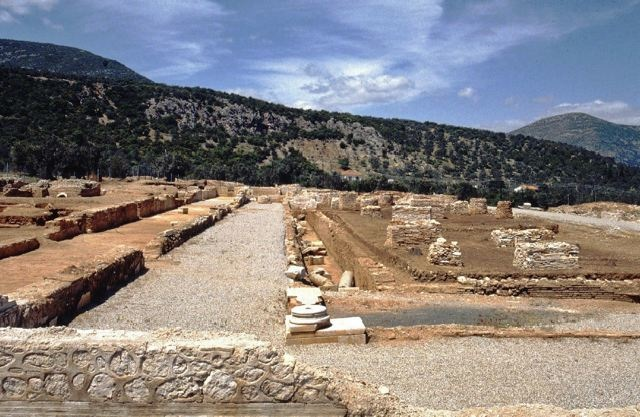
Villa des Herodes Atticus bei Eva Dolianon

Herodes besaß eine Villa in der Nähe von Marathon in Attika. Skulpturen aus dieser Villa sind neben weiteren archäologischen Funden in einem Museum in Marathon ausgestellt. Eine weitere große Villa besaß er in Arkadien beim heutigen Eva Dolianon in der Nähe des Klosters Moni Loukous. Diese Villa wurde in den späten 1990er Jahren entdeckt und ist noch nicht vollständig erforscht.

## Werke
Von Herodes’ Werken ist außer einigen Gedichten nur eine Rede „Über den Staat“ (Peri politeias) fragmentarisch erhalten; ihre Echtheit ist umstritten. Philostratos schreibt ihm außer den Reden auch Briefe, Tagebücher und eine Anthologie zu.

## Würdigungen
Die Athener Odos Irodou Attikou ist nach ihm benannt.